# Filip Oreščanin
Filip Oreščanin (* 3. Februar 1992 in Zagreb) ist ein kroatischer Eishockeyspieler, der seit 2016 für die zweite Mannschaft von KHL Medveščak Zagreb in der slowenischen Eishockeyliga spielt.  

## Karriere
Filip Oreščanin begann seine Karriere als Eishockeyspieler in der Nachwuchsabteilung des HKm Zvolen. Für den Klub aus der Mittelslowakei spielte er in der U18- und der U20-Liga des Landes. 2011 kehrte er in seine Geburtsstadt Zagreb zurück und spielte zwei Jahre beim KHL Medveščak Zagreb, für den er sowohl in der österreichischen als auch in der kroatischen Eishockeyliga auf dem Eis stand. 2012 und 2013 wurde er mit Medveščak Kroatischer Meister. Daneben war er in der Spielzeit 2011/12 auch für den KHL Mladost Zagreb in der Slohokej Liga aktiv. Von 2013 bis 2015 spielte er in der belgischen Ehrendivision für die White Caps Turnhout, mit denen er 2014 nach einer Finalniederlage gegen die Bulldogs de Liège belgischer Vizemeister wurde, nachdem zunächst die Hauptrunde gewonnen werden konnte. Seit 2016 gehört er wieder KHL Medveščak Zagreb an und spielt für dessen zweite Mannschaft in der slowenischen Eishockeyliga.

### International
Im Juniorenbereich spielte Oreščanin für Kroatien bei den U18-Weltmeisterschaften 2009 und 2010 in der Division II sowie bei den U20-Weltmeisterschaften 2011 und 2012 in der Division I.
Mit der kroatischen Herren-Auswahl nahm Oreščanin an der Weltmeisterschaft der Division II 2012 teil. Zudem vertrat er seine Farben bei der Qualifikation für die Olympischen Winterspiele 2014 in Sotschi.

## Erfolge und Auszeichnungen
- 2012 Kroatischer Meister mit dem KHL Medveščak Zagreb
- 2013 Kroatischer Meister mit dem KHL Medveščak Zagreb

## Statistik
(Stand: Ende der Spielzeit 2012/13)